# Sigma Geminorum
Sigma Geminorum (σ Gem) är en dubbelstjärna i stjärnbilden Tvillingarna, belägen nordost av Pollux. Den är synlig för blotta ögat med en skenbar magnitud på 4,20. Baserat på en årlig parallaxförskjutning på 26,08 mas, befinner den sig ca 125 ljusår från solen.

## Egenskaper
Sigma Geminorum är en spektroskopisk dubbelstjärna med enkla linjer, vilket innebär att endast ett av komponenternas spektrum kan urskiljas. Den är en RS Canum Venaticorum-variabel med en period på 19,6 dagar, med motsvarande omloppstid. Stjärnornas strålning visar tecken på en ellipsoidisk variation, då primärstjärnan delvis fyller sin Roche-lob genom växelverkan mellan de båda stjärnornas gravitation.
Primärstjärnan är en utvecklad jättestjärna av K-typ med spektraltyp K1 III. Den har ett relativt högt spinn för en jättestjärna med en projicerad rotationshastighet på 26,2 km/s och en rotationsperiod 19,47 dagar. Denna hastighet upprätthålls av en tidvatteneffekt mellan de båda stjärnor. Primärstjärnans yta har stora stjärnfläckar på den del av ytan som är orienterad mot den sekundära komponenten. Dessa fläckar tycks röra sig mot polerna med en medelhastighet av 0,12 ± 0,03 km/s. 
 Ytaktiviteten gör stjärnan till en röntgenstrålkälla. Den visar tecken på en motsols differentiell rotation.
Primärstjärnan har en massa på 1,28 gånger solens och dess radie har expanderat till 10,1 gånger solens radie. Utstrålningen från dess yttre atmosfär är 39 gånger solens vid en effektiv temperatur av 4 571 K. Dess ålder är omkring 5 miljard år.